# ピーター・クリフォード
ピーター・クリフォード（Peter Clifford）は、イギリス人のフリーのバイクジャーナリストである（→写真）。
イギリス国内のロードレースで、125ccクラスに参戦。その後、フリーのジャーナリストとして活躍する。『モトコース』の編集、イギリスの新聞や雑誌にロードレース世界選手権の記事を寄稿する。日本の『グランプリイラストレイテッド』とも契約し、記事を寄稿する（『サーキットの軌跡』発行時点）。

## 主な編著書
- Clifford, Peter, ed. (8 Dec 1983), Motocourse 1983-84, Hazleton Publishing Ltd, ISBN 978-0905138268